# اجماع همپوشان
اجماع همپوشان یا اجماع همپوش (overlapping consensus) اصطلاحی است که نخستین بار جان رالز  در کتاب نظریه‌ای در باب عدالت آن را به‌کار بست و سپس در اثر دیگر  خود، لیبرالیسم سیاسی، بسطش داد. این اصطلاح به وضعیتی اشاره دارد که در آن افراد مختلف، در عین آنکه برداشت‌های متفاوتی از عدالت دارند‍‍، باور دارند که داوری سیاسی یکسانی خواهند داشت. این وضعیت را بایست به‌دقت از «اجماع کامل» و «سازش موقت» تفکیک کرد. چنان‌که رالز می‌گوید، اجماع همپوشان دربارهٔ عدالتْ ضروریِ لیبرالیسم سیاسی است و وحدت و پایداری یک جامعهٔ بسامان را تضمین می‌کند.